# Hymedesmia murrayi
Hymedesmia murrayi är en svampdjursart som beskrevs av Burton 1959. Hymedesmia murrayi ingår i släktet Hymedesmia och familjen Hymedesmiidae. Inga underarter finns listade i Catalogue of Life.